# Сазвежђе
Сазвежђе или констелација звезда је део звезданог неба у којем група звезда блиских једна другој заједно образују неки замишљени лик кад се међусобно споје замишљеним цртама. Небо се може гледати са било које тачке на Земљи, где се може видети хиљаде светлих тачкица. Те тачкице представљају звезде које припадају нашој Галаксији, Млечном путу. У обичном говору, сазвежђе представља оно што астрономи називају астеризам: групу небеских тела, најчешће звезда, која изгледају тако да образују одређени лик на небу или су барем видно повезана једна за друге.
У астрономији, ипак, сазвежђе је један део неба који садржи сва небеска тела која се у њему налазе. Подела неба по сазвежђима има историјску основу, али су савремена сазвежђа тачно одвојена једних од других познатим границама међу њима. Међународна астрономска унија је 1929. године направила списак од 88 савремених сазвежђа, са тачно познатим границама тако да свака тачка неба припада само једном сазвежђу. Велики број сазвежђа потичу још из Месопотамије и Старе Грчке, а углавном вуку имена из грчке митологије.
Сазвежђа се деле по годишњим добима када се најбоље виде на пролећна сазвежђа, летња сазвежђа, јесења сазвежђа и зимска сазвежђа.
 И постоје још две посебне групе сазвежђа, циркумполарна и антициркумполарна. Циркумполарна су она која се виде увек са одређене тачке на Земљи, док су антициркумполарна она сазвежђа која се никад не могу видети са одређене тачке на планети.

#### Називи сазвежђа
У астрономији су прихваћени латински (мањим делом и грчки) називи сазвежђа. Некада се у оквиру једног сазвежђа налази нека групица звезда која има посебан назив. Такви скупови унутар сазвежђа се називају астеризми. Нпр. свима позната Велика кола само су астеризам сазвежђа Велики медвед. Да би лакше памтили и проналазили сазвежђа.

#### Небеске слике
Слике које видимо на небу, представљају замишљене и стварне људе, животиње, морска створења и алат уметника и научника. Не зна се ко је и када тачно измислио прве ликове, али скуп од 48 сазвежђа је већ био у употреби 150. год н.е. Први који их је навео у својој књизи “Almagest” је грчки географ и астроном Птоломеј. Међу тих 48 сазвежђа су и ликови из грчке митологије, осталих 40 образовано је касније и уз њих долазе и велики проналасци као што су телескоп и часовник.

#### Зодијак
Скуп сазвежђа познат као зодијак захвата нарочито понајвише неба. Он образује појас од 20°, са еклиптиком која прелази кроз његову средину. Пружа се баш око целе небеске сфере. Ако са Земље гледамо на небески свод, ми видимо Сунце, Месец и све остале планете како се крећу по небу дуж позадине коју чини овај појас звезда. Стари астрономи су имали 12 сазвежђа у том појасу, а данас их има 13.

## Посматрање сазвежђа
Са једне тачке на Земљи не можемо да видимо свих 88 сазвежђа. Људи који живе на северној полулопти виде оне на северној хемисфери небеског свода, али и понеке са јужне полулопте, исто важи и за оне који живе на јужној Земљиној полулопти. Али чак ни ове звезде не виде истовремено. Земља се обрне око своје осе једном у току дана и једном годишње обиђе око Сунца, у унутрашњости небеског свода. Ова кретања изазивају појаве, да нам се чини да се небески свод обрће у току ноћи и да се део видљивог неба, који може да се прати са било ког места, мења у току године.

### Небо на јужној полулопти
Јужни крст је најмање од свих 88 сазвежђа, али је светло и лако може да се нађе. Оно је погодно да се од њега крене у истраживање јужног неба. Налази се у густом звезданом појасу Млечног пута. Ту има толико пуно звезда да оне, када гледамо у диск наше Галаксије, чине реку млечне светлости преко неба.

### Небо на северној полулопти
Чини нам се да се звезде на северном небу окрећу око Северњаче (Polaris), сјајне звезде скоро у самом средишту карте. Она се налази у сазвежђу Мали медвед (Ursa Minor) или Мала кола, у близини свог пара Великог медведа. Седам звезда у доњем делу задњице Великог медведа (Ursa Maior) се зову још и Велика кола. То је један од полазних образаца који се најлакше налази и представља добар почетак за сналажење на северном небу.

### Митологија, историја и археоастрономија
- Allen, Richard Hinckley.. Star-Names And Their Meanings, G. E. Stechert, New York, New York, U.S.A., hardcover; reprint 1963 as Star Names: Their Lore and Meaning, Dover Publications, Inc., Mineola, New York, U.S.A. 1899.  978-0-486-21079-7. softcover.
- Olcott, William Tyler. (1911); Star Lore of All Ages, G. P. Putnam's Sons, New York, New York, U.S.A., hardcover; reprint 2004 as Star Lore: Myths, Legends, and Facts, Dover Publications, Inc., Mineola, New York, U.S.A.  978-0-486-43581-7. softcover.
- Kelley, David H. and Milone, Eugene F (2004). Exploring Ancient Skies: An Encyclopedic Survey of Archaeoastronomy. Springer. ISBN 978-0-387-95310-6.. hardcover.
- Ridpath, Ian (2018). Star Tales (2nd изд.). Lutterworth Press. ISBN 978-0-718-89478-8. softcover.
- Staal, Julius D. W (1988). The New Patterns in the Sky: Myths and Legends of the Stars. McDonald & Woodward Publishing Co. ISBN 978-0-939923-10-6.. hardcover.  978-0-939923-04-5. softcover.
- Rogers, John H. (1998). „Origins of the Ancient Constellations: I. The Mesopotamian Traditions”. Journal of the British Astronomical Association. 108: 9—28. Bibcode:1998JBAA..108....9R.
- Rogers, John H. (1998). „Origins of the Ancient Constellations: II. The Mediterranean Traditions”. Journal of the British Astronomical Association. 108: 79—89. Bibcode:1998JBAA..108...79R.

### Атласи и небеске карте
- Becvar, Antonin. Atlas Coeli. Published as Atlas of the Heavens, Sky Publishing Corporation, Cambridge, Massachusetts, U.S.A.; with coordinate grid transparency overlay.
- Norton, Arthur Philip (1910).  Ridpath, Ian., ур. Norton's Star Atlas and Reference Handbook. Pi Press. ISBN 978-0-13-145164-3.. hardcover.
- National Geographic Society. (1957, 1970, 2001, 2007) The Heavens (1970), Cartographic Division of the National Geographic Society (NGS), Washington, D.C., U.S.A., two sided large map chart depicting the constellations of the heavens; as special supplement to the August 1970 issue of National Geographic. Forerunner map as A Map of The Heavens, as special supplement to the December 1957 issue. Current version 2001 (Tirion), with 2007 reprint.
- Sinnott, Roger W. and Perryman, Michael A.C.. Millennium Star Atlas, Epoch 2000.0, Sky Publishing Corporation, Cambridge, Massachusetts, U.S.A., and European Space Agency (ESA), ESTEC, Noordwijk, The Netherlands. Subtitle: "An All-Sky Atlas Comprising One Million Stars to Visual Magnitude Eleven from the Hipparcos and Tycho Catalogues and Ten Thousand Nonstellar Objects". 3 volumes, hardcover, in hardcover slipcase, set. 1997.  978-0-933346-84-0.. Vol. 1, 0–8 Hours (Right Ascension).  978-0-933346-81-9. hardcover; Vol. 2, 8–16 Hours.  978-0-933346-82-6. hardcover; Vol. 3, 16–24 Hours.  978-0-933346-83-3. hardcover. Softcover version available. Supplemental separate purchasable coordinate grid transparent overlays.
- Tirion, Wil; et al.. Uranometria 2000.0, Willmann-Bell, Inc., Richmond, Virginia, U.S.A., 3 volumes, hardcover. Vol. 1 (1987): "The Northern Hemisphere to −6°", . Wil Tirion, Barry Rappaport, and George Lovi. (1987). Uranometria 2000.0. Willmann-Bell. ISBN 978-0-943396-14-9.. hardcover, printed boards (blue). Vol. 2 (1988): "The Southern Hemisphere to +6°", . Wil Tirion, Barry Rappaport and George Lovi. (1992). Uranometria 2000.0. Willmann-Bell. ISBN 978-0-943396-15-6.. hardcover, printed boards (red). Vol. 3 (1993) as a separate added work: The Deep Sky Field Guide to Uranometria 2000.0, . Murray Cragin, James Lucyk, and Barry Rappaport. (1993). The Deep-sky Field Guide to Uranometria 2000.0. Willmann-Bell. ISBN 978-0-943396-38-5.. hardcover, printed boards (gray). 2nd Edition 2001 (black or dark background) as collective set of 3 volumes – Vol. 1: Uranometria 2000.0 Deep Sky Atlas, . Wil Tirion, Barry Rappaport, and Will Remaklus. (2001). Uranometria 2000.0: The Northern Hemisphere to -60. Willmann-Bell. ISBN 978-0-943396-71-2.. hardcover, printed boards (blue edging); Vol. 2: Uranometria 2000.0 Deep Sky Atlas, . Wil Tirion, Barry Rappaport, and Will Remaklus. (2001). Uranometria 2000.0: Deep sky field guide. Willmann-Bell. ISBN 978-0-943396-72-9.. hardcover, printed boards (green edging); Vol. 3: Uranometria 2000.0 Deep Sky Field Guide . Murray Cragin and Emil Bonanno. (2001). Uranometria 2000.0: Deep sky field guide. Willmann-Bell. ISBN 978-0-943396-73-6.. hardcover, printed boards (teal green).
- Tirion, Wil and Sinnott, Roger W (1998). Sky Atlas 2000.0. Cambridge University Press.. various editions. 2nd Deluxe Edition,, Cambridge, England (UK).
- Becvar, Antonin.. Atlas Borealis 1950.0, Czechoslovak Academy of Sciences (Ceskoslovenske Akademie Ved), Praha, Czechoslovakia, 1st Edition, elephant folio hardcover, with small transparency overlay coordinate grid square and separate paper magnitude legend ruler. 2nd Edition 1972 and 1978 reprint, Czechoslovak Academy of Sciences (Ceskoslovenske Akademie Ved), Prague, Czechoslovakia, and Sky Publishing Corporation, Cambridge, Massachusetts, U.S.A. 1962.  978-0-933346-01-7. oversize folio softcover spiral bound, with transparency overlay coordinate grid ruler.
- Becvar, Antonin (1958). Atlas Eclipticalis 1950.0. Bibcode:1958acnf.book.....B.. Czechoslovak Academy of Sciences (Ceskoslovenske Akademie Ved), Praha, Czechoslovakia, 1st Edition, elephant folio hardcover, with small transparency overlay coordinate grid square and separate paper magnitude legend ruler. 2nd Edition 1974, Czechoslovak Academy of Sciences (Ceskoslovenske Akademie Ved), Prague, Czechoslovakia, and Sky Publishing Corporation, Cambridge, Massachusetts, U.S.A., oversize folio softcover spiral bound, with transparency overlay coordinate grid ruler.
- Becvar, Antonin. Atlas Australis 1950.0, Czechoslovak Academy of Sciences (Ceskoslovenske Akademie Ved), Praha, Czechoslovakia, 1st Edition, elephant folio hardcover, with small transparency overlay coordinate grid square and separate paper magnitude legend ruler. 2nd Edition, Czechoslovak Academy of Sciences (Ceskoslovenske Akademie Ved), Prague, Czechoslovakia, and Sky Publishing Corporation, Cambridge, Massachusetts, U.S.A., oversize folio softcover spiral bound, with transparency overlay coordinate grid ruler.

### Каталози
- Becvar, Antonin (1959). Atlas Coeli II Katalog 1950.0.. Praha, 1960 Prague. Published 1964 as Atlas of the Heavens - II Catalogue 1950.0, Sky Publishing Corporation, Cambridge, Massachusetts, U.S.A.
- Hirshfeld, Alan and Sinnott, Roger W.. Sky Catalogue 2000.0, Cambridge University Press and Sky Publishing Corporation, 1st Edition, 2 volumes. LCCN 81017975 both vols., and LCCN 83240310 vol. 1. "Volume 1: Stars to Magnitude 8.0". 1982.  978-0-521-24710-8. (Cambridge) and 0-933346-35-2 (Sky) hardcover.  978-0-933346-34-5. (Sky) softcover. Vol. 2 (1985) - "Volume 2: Double Stars, Variable Stars, and Nonstellar Objects".  978-0-521-25818-0. (Cambridge) hardcover.  978-0-521-27721-1. (Cambridge) softcover. 2nd Edition (1991) with additional third author Frangois Ochsenbein, 2 volumes, LCCN 91026764.  (Cambridge) hardcover (black binding).  978-0-521-42736-4. (Cambridge) softcover (red lettering with Hans Vehrenberg astrophoto).  (Cambridge) softcover and 0-933346-38-7 (Sky) softcover - reprint of 1985 edition (blue lettering with Hans Vehrenberg astrophoto).
- Yale University Observatory. (1908, et al.) Catalogue of Bright Stars, New Haven, Connecticut, U.S.A. Referred to commonly as "Bright Star Catalogue". Various editions with various authors historically, the longest term revising author as (Ellen) Dorrit Hoffleit. 1st Edition 1908. 2nd Edition 1940 by Frank Schlesinger and Louise F. Jenkins. 3rd Edition (1964), 4th Edition, 5th Edition (1991), and 6th Edition (pending posthumous) by Hoffleit.